# Тапош, Шейх Фазл Нур
Шейх Фазл Нур Тапош (бенг. শেখ ফজলে নূর তাপস; род. 19 ноября 1971, Дакка) — политический деятель Бангладеш и действующий мэр Муниципальной корпорации Южный город Дакки. Был членом Национальной ассамблеи Бангладеш от избирательного округа Дакка-10 из Авами лиг.

## Биография
Родился в семье лидера Авами лиг Шейха Фазлула Хака Мани и Арзу Мони. Его родители были убиты 15 августа 1975 года в результате военного переворота, когда погиб Муджибур Рахман и другие члены семьи. Тапош и его старший брат выжили.
В 2008 году был избран в Национальную ассамблею Бангладеш на всеобщих выборах в Бангладеш по избирательному округу Дакка-12. 21 октября 2009 года на его автомобиль было совершено нападение: в результате взрыва был нанесен материальный ущерб и 13 человек получили ранения. На всеобщих выборах 2014 года был избран в Национальную ассамблею Бангладеш от избирательного округа Дакка-10. В 2015 году на его митинге взорвалась бомба.
На всеобщих выборах 2018 года был избран депутатом парламента страны в третий раз подряд. В 2020 году победил на выборах мэра Дакки и стал мэром южной части города (с 2022 года должность получила министерский статус). Призывал к суду над Махфузом Анамом за поддержку военных и временного правительства. Также раскритиковал Батальон быстрого реагирования за внесудебные казни.